# Sébastien Gryphe

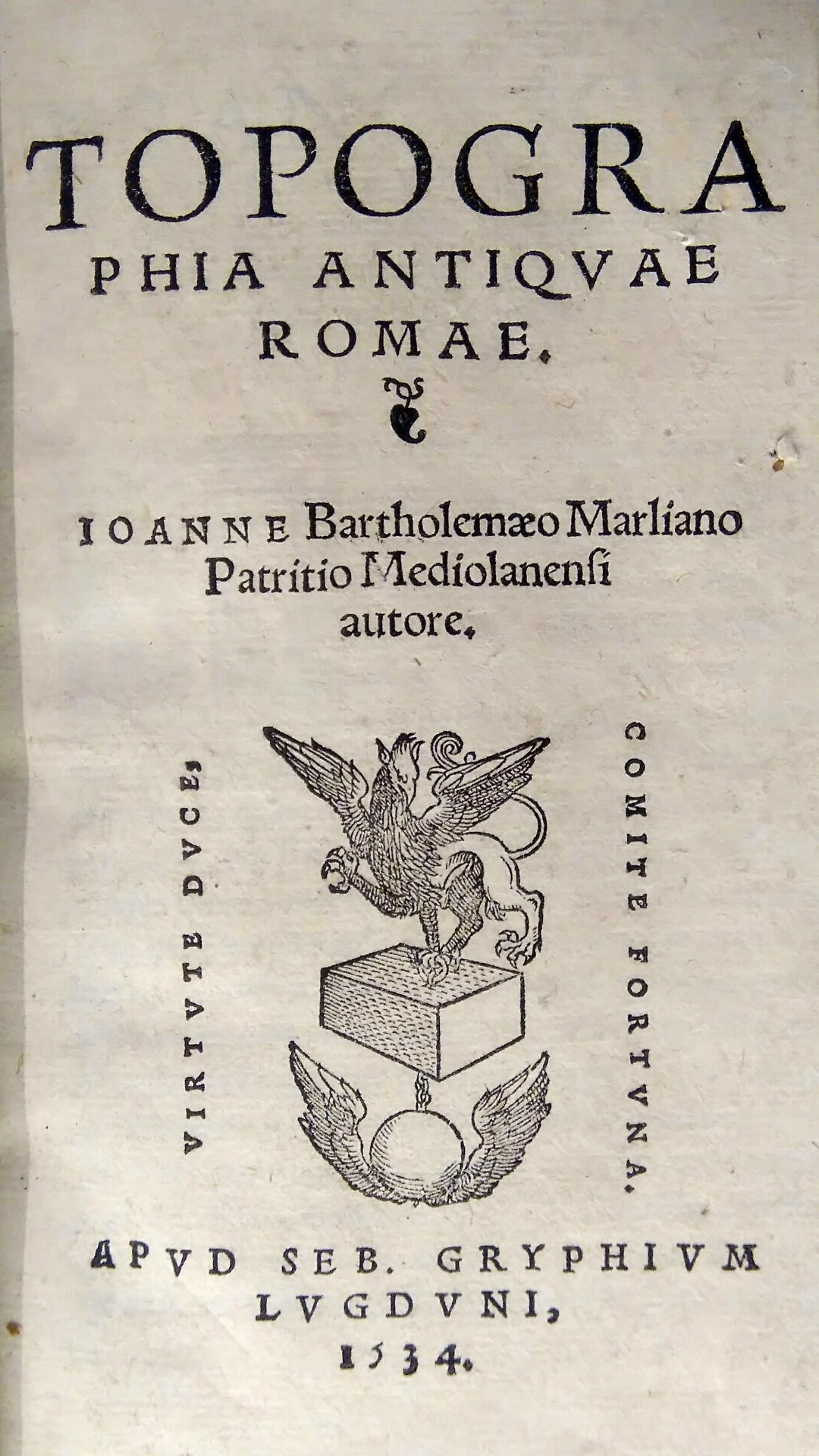
Voorbeeld van drukkersmerk van Gryphe in een boek over plaatsnamen in het Oude Rome

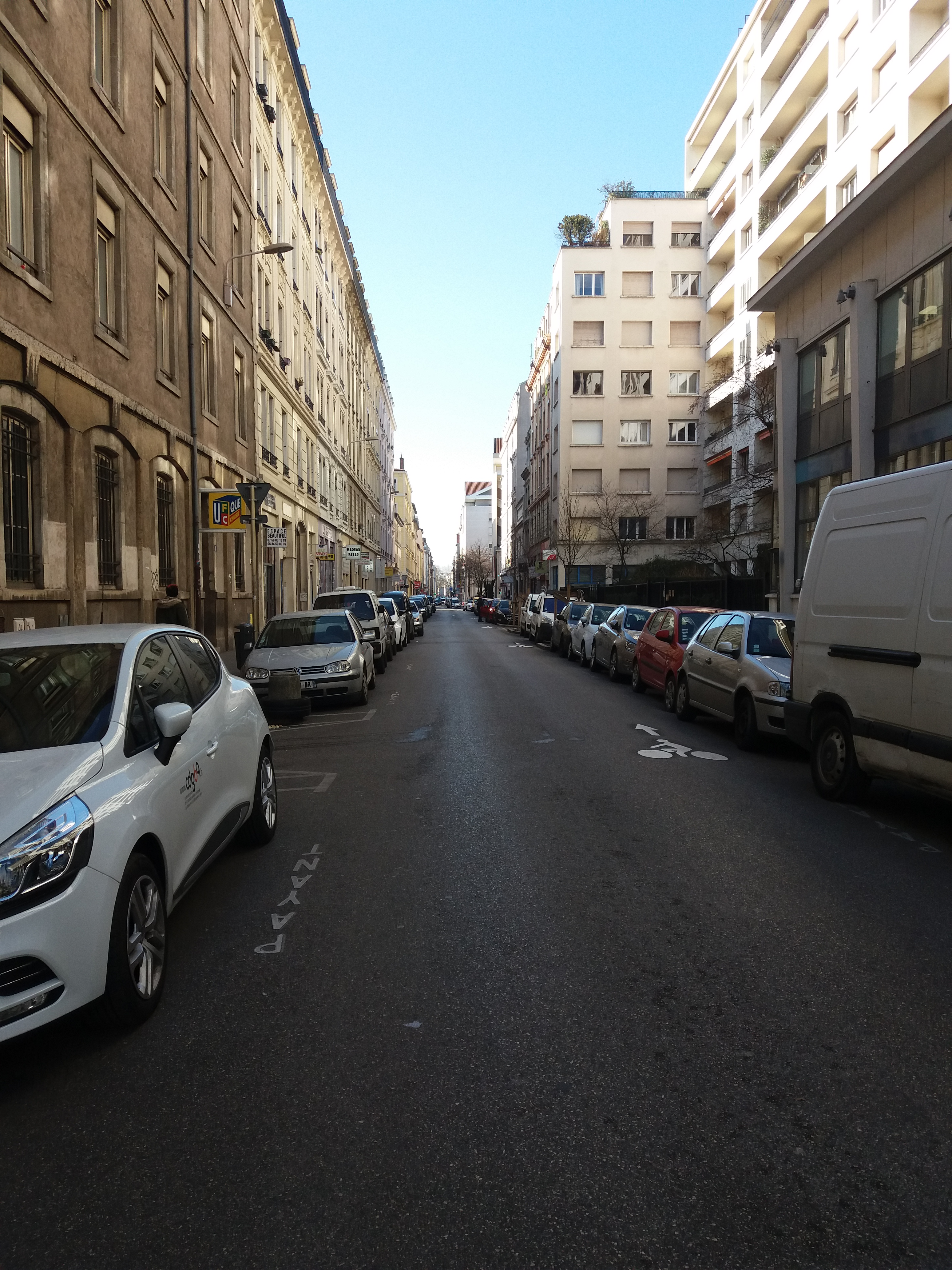
Sébastien Gryphestraat in Lyon, Frankrijk

Sébastien Gryphe, geboren als Sebastian Greiff, in het Latijn Sebastianus Gryphius (Reutlingen, circa 1493 – Lyon, 7 september 1556) was een Duits-Franse boekdrukker in Lyon, Frankrijk. Hij droeg bij tot de verspreiding van literatuur van de klassieke oudheid onder Franse humanisten en hugenoten. Zijn bijdrage aan de renaissance in Frankrijk op literair-intellectueel vlak was groot.

## Levensloop
Greiff werd geboren in in de rijksstad Reutlingen (Zwaben), rond 1493. Zijn vader, Michael Greif (Greiff, Greyff), was drukker in Reutlingen, waar zijn zoon het vak van drukker leerde. Zijn reizen als drukkersgezel brachten hem in Venetië, een van de belangrijkste centra voor de jonge boekdrukkunst, waar hij zich verder kon bekwamen en bovendien een specialist werd als redacteur en vertaler van Griekse en Latijnse werken. Op rondreis met Venetiaanse boekhandelaars belandde hij rond 1520 in Lyon, waar hij zich vestigde als drukker. In 1532 werd hij genaturaliseerd tot Fransman, waarna hij in 1536 zijn eigen drukkerij en uitgeverij begon onder de naam Atelier du Griffon. Voor zijn boeken gebruikte hij de door Aldus Manutius ontwikkelde cursief. Zijn vennoot in de drukkerij was Hugues de la Porte (1500-1572). Deze laatste investeerde fors in wat een grootschalige onderneming werd. Het drukatelier wierf arbeiders en drukcorrectoren aan. Het laatste adres van het atelier van Gryphius was gelegen in de rue Sala en het gebouw werd later het hôtel de Liergues.
Gryphe drukte en/of gaf een driehonderdtal boeken uit met zijn drukkersatelier. Het ging om Latijnse en Oudgriekse werken. Slechts enkele boeken waren in het Frans. Daarnaast was hij de eerste in Frankrijk die de Bijbel in het Hebreeuws drukte. Het aantal boeken dat hij in het Hebreeuws drukte, bedroeg 46. Hiermee was Gryphe de grootste drukker in Frankrijk van Hebreeuwse boeken. Gryphe had talrijke contacten met humanisten in Frankrijk, Italië en het Rooms-Duitse Rijk. Tevens onderhield hij relaties met handelaars uit Firenze. Dankzij Gryphe werden zowat alle Latijnse auteurs gedrukt, hetzij door hun werken hetzij door commentaren op hun werken. Bekende Latijnse boeken zijn de Thesaurus linguae sanctae van de heilige Pagninus (1529) en de volledige Biblia Latina in drie delen (1550). François Rabelais vestigde zich in Lyon om Latijnse drukproeven van hem na te lezen. Ook de Oud-Griekse auteurs vonden lezers in Frankrijk. Soms schreef Gryphe het voorwoord. Gryphe bracht de intelligentsia in Frankrijk in kennis met de klassieke oudheid en met elkaar. Italiaanse denkers zoals Piero Vettori uit Firenze konden ook terecht bij Gryphe voor publicaties. De hervormingsideeën van Savonarola uit Firenze vonden ingang in Frankrijk dankzij Gryphe.
In zijn atelier werkte een tijdje Etienne Dolet, die in 1546 in Parijs verbrand werd als ketter. Gryphe was de eerste die een werk van Dolet drukte, namelijk diens literair essay Commentaria linguae Latinae over de Latijnse taal (1536–38).
Na Gryphe's dood in 1556 leidden zijn weduwe Françoise Miraillet en zijn zoon Antoine Gryphius de zaak, onder de naam Haeredes Sebastiani Gryphii ('Erven van Sebastianus Gryphius), later Antonius Gryphius. Antoine geraakte in de jaren 80 in de gevangenis wegens schulden, maar onder zijn naam werden er nog tot het begin van de 17e eeuw boeken gedrukt.

## Drukkersmerk
Gryphius'  drukkersmerk vertoont een griffioen boven op een blok. Aan het blok hangt met een ketting een gevleugelde bol. Het devies is Virtute duce, comite fortuna, wat betekent: met de Deugd als leider en met het Geluk als gezel. Dit is een citaat van Marcus Tullius Cicero in zijn brief aan L. Munatius Plancus. Cicero is een van de vele Latijnse auteurs wier werk door Gryphius werd uitgegeven.

## Naleven
In later tijden kreeg Gryphe een straatnaam in Lyon, in het 7e arrondissement. Er bestaat geen relatie met de plaatsen waar hij gewoond heeft.